# Komunikacja Autobusowa
Komunikacja Autobusowa (KA Świnoujście) – przedsiębiorstwo zajmujące się usługami związanymi z rozkładowym transportem pasażerskim i transportem w komunikacji miejskiej w Świnoujściu.

## Historia
W maju 1991 roku z Wojewódzkiego Przedsiębiorstwa Komunikacji Miejskiej w Szczecinie wydzielono Przedsiębiorstwo Komunikacji Miejskiej w Świnoujściu. Miesiąc później przekształcono ją w Zakład Komunikacji Miejskiej w Świnoujściu, który podległy był pod Zarząd Miasta Świnoujście. W maju 2005 roku firmę przekształcono w Komunikację Autobusową.

## Tabor

### Tabor liniowy
| Typ autobusu                                | Typ autobusu                                | Rok produkcji                               | Początek eksploatacji                       | Numery taborowy                             | Liczba |
| ------------------------------------------- | ------------------------------------------- | ------------------------------------------- | ------------------------------------------- | ------------------------------------------- | ------ |
|                                             | Solaris Urbino 12 III                       | 2010-2013                                   | 2010-2013                                   | 32-43                                       | 12     |
|                                             | Solaris Urbino 12 IV                        | 2018-2023                                   | 2018-2023                                   | 01-03, 09-11                                | 6      |
|                                             | Solaris Urbino 12 IV Hybrid                 | 2018                                        | 2018                                        | 04-06                                       | 3      |
|                                             | Solaris Urbino 10,5                         | 2023                                        | 2023                                        | 07, 08                                      | 2      |
| Wszystkie pojazdy                           | Wszystkie pojazdy                           | Wszystkie pojazdy                           | Wszystkie pojazdy                           | Wszystkie pojazdy                           | 25     |
| Udział autobusów niskopodłogowych we flocie | Udział autobusów niskopodłogowych we flocie | Udział autobusów niskopodłogowych we flocie | Udział autobusów niskopodłogowych we flocie | Udział autobusów niskopodłogowych we flocie | 100%   |

(stan taborowy aktualny na 6 października 2023 roku)

### Tabor wycofany z eksploatacji
| Typ autobusu  | Typ autobusu           | Początek eksploatacji | Koniec eksploatacji | Numery taborowe                   | Liczba |
| ------------- | ---------------------- | --------------------- | ------------------- | --------------------------------- | ------ |
|               | MAN NL263              | 2016                  | 2024                | 47, 48                            | 2      |
|               | MAN NL263              | 2015-2016             | 2020-2021           | 44-46                             | 3      |
|               | MAN EL232              | 2009                  | 2016                | 27, 28                            | 2      |
|               | MAN NL202              | 2006-2007             | 2011-2016           | 9, 14, 21, 23, 25                 | 5      |
|               | MAN EL222              | 2007                  | 2015                | 24                                | 1      |
|               | Gräf & Stift NL202 M11 | 2007                  | 2015                | 26                                | 1      |
|               | Jelcz M11              | 2005                  | 2007-2014           | 3-6, 8, 10, 12, 13, 15-20, 31, 37 | 16     |
|               | MAN EL252              | 2007                  | 2013                | 22                                | 1      |
|               | Autosan A1010M         | 2005                  | 2010-2012           | 1, 2, 7, 11                       | 4      |
|               | Jelcz L11/2            | 2005                  | 2010                | 51                                | 1      |
| Suma pojazdów | Suma pojazdów          | Suma pojazdów         | Suma pojazdów       | Suma pojazdów                     | 34     |

(stan taborowy aktualny na 3 maja 2022 roku)

### Tabor techniczny
| Typ pojazdu   | Początek eksploatacji | Funkcja              | Liczba |
| ------------- | --------------------- | -------------------- | ------ |
| Peugeot Boxer | 2017                  | pogotowie techniczne | 1      |
| Suma pojazdów | Suma pojazdów         | Suma pojazdów        | 1      |

(stan taborowy aktualny na 3 maja 2022 roku)